# Villenavotte
Villenavotte là một xã của Pháp,tọa lạc ở tỉnh Yonne trong vùng Bourgogne-Franche-Comté của Pháp.

## Hành chính
| Danh sách các thị trưởng               |           |     |      |         |
| Giai đoạn                              | Giai đoạn | Tên | Đảng | Tư cách |
|                                        | mars 2001 |     |      |         |
| Tất cả các dữ liệu trước đây không rõ. |           |     |      |         |

## Thông tin nhân khẩu
| 1962                                                 | 1968 | 1975 | 1982 | 1990 | 1999 | 2020 |
| ---------------------------------------------------- | ---- | ---- | ---- | ---- | ---- | ---- |
| 67                                                   | 67   | 78   | 110  | 147  | 176  | 161  |
| Số liệu lấy từ năm 1962: Dân số không tính hai trùng |      |      |      |      |      |      |